# Тамара Гринченко
Тамара Алексеевна Гринченко (на украински: Тамара Олексіївна Грінченко) съветска и украинска водеща изследователтка в областта на информационните технологии, доктор по физико-математическите науки (теоретични основи на информатиката), член на Асоциацията за компютъризация на образованието (САЩ). От 1998 г. е носителка на наградата „Виктор Михайлович Глушков“, връчена от Националната академия на науките на Украйна.

## Биография
Родена е на 23 февруари 1938 г. в село Кочубеев, Чемеровецки район, Хмелницка област, Украинска ССР, СССР. През 1959 г. тя завършва Киевския клон на Ленинския държавен университет „Тарас Шевченко“ (днес Киевски университет).
През 60-те години участва в любителския филм „Любов и приятелство в каменната ера“ – „аматьорски филм шега, заснет от служители на Киевския институт по кибернетика през 60-те години на XX век“.
В периода от 1956 до 1986 г. работи в Киевския институт по кибернетика на Академията на науките на Украинската ССР, където е била водещ конструктор (1969 – 1971) и главен конструктор (1971 – 1986). През 1968 г. е кандидат на физико-математическите науки, специалност „Теоретични основи на информатиката и кибернетиката“. Участва в разработването на първите персонални компютри МИР (инженерна изчислителна машина). През 80-те години тя ръководи проекта за създаване на първата хипертекстова система в Украйна.
От 1986 г. работи в Киевския институт по приложна информатика. През 1994 г. защитава докторска дисертация по специалността „Технически основи на компютърните науки“. От 2003 г. е водеща изследовател в Института по телекомуникации и глобално информационно пространство на Националната академия на науките на Украйна.
През 2008 г. получава научното звание „старши научен сътрудник“.

## Семейство
През 1994 г. тя се омъжва за Виктор Тимофеевич Гринченко, съветски и украински учен в областта на акустиката и механиката на флуидите, академик на Националната академия на науките на Украйна (от 1995 г.), заслужил деец на науката и технологиите на Украйна, носител на Държавната награда на Украинската ССР в областта на науката и технологиите (от 1989 г.).